# Robert Huff

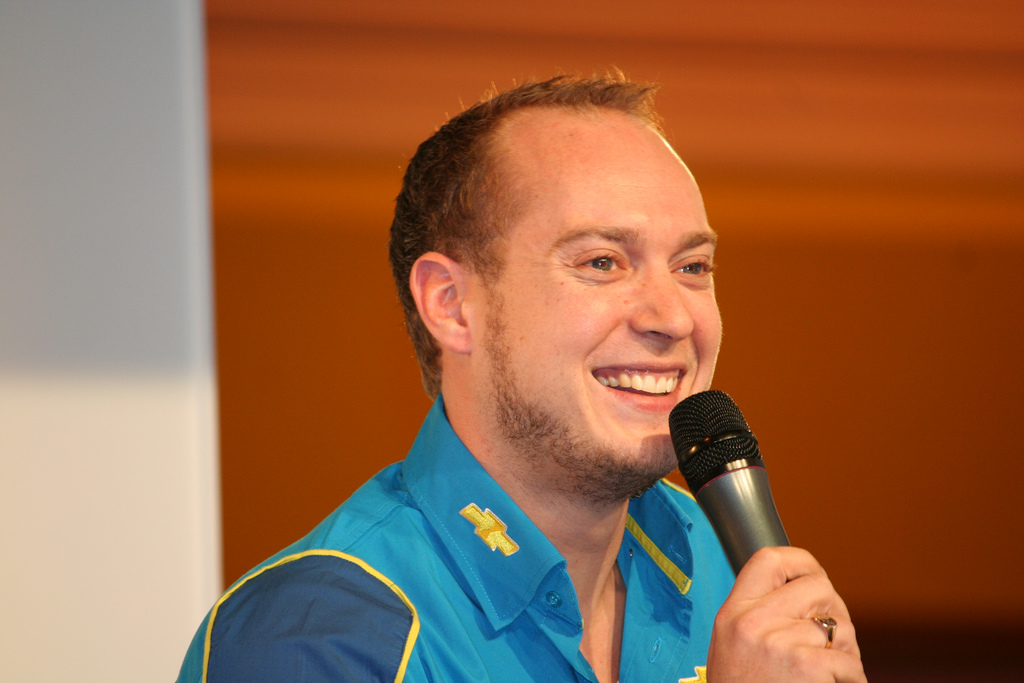
Robert Huff

Robert „Rob“ Huff (* 25. Dezember 1979 in Cambridge) ist ein britischer Rennfahrer.

## Karriere

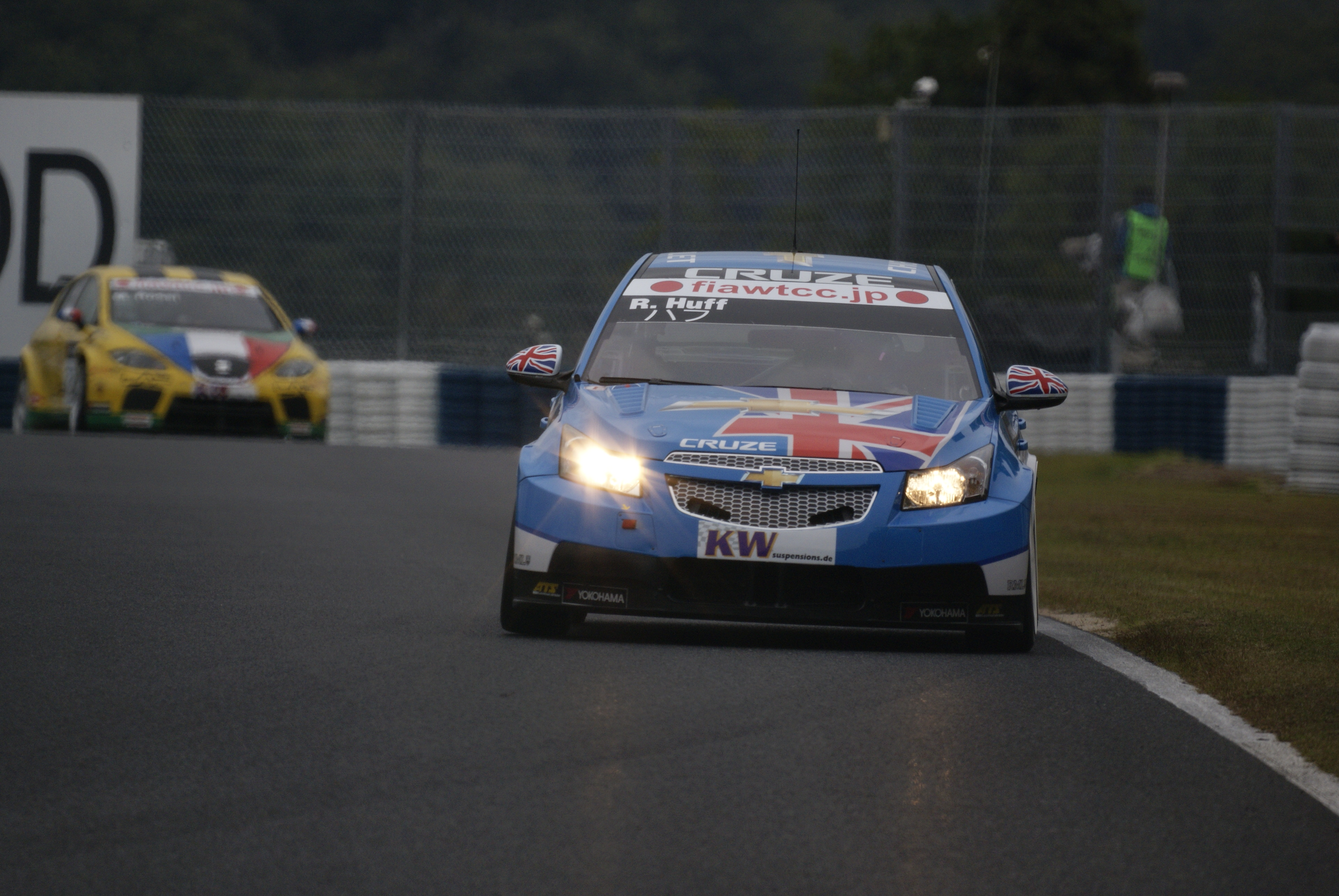
Robert Huff im Chevrolet

Von 1992 bis 1997 betrieb Robert Huff Kartsport, im Jahr 1998 fuhr er in der britischen Formel Ford. 2000 war er Fahrer der Formel Palmer Audi Wintermeisterschaft. Er schloss die Saison mit dem 2. Platz ab, in der britischen Formel Vauxhall wurde Huff Meister. Im Jahr 2001 fuhr er in der britischen Formel Renault. 2002 wurde er Dritter beim britischen Renault Clio Cup, ein Jahr später belegte er den ersten Platz beim britischen Seat Leon Cupra Cup mit 3 Siegen. 2004 fuhr er für Seat die britische Tourenwagen-Meisterschaft mit einem Toledo. Er erreichte 2 Siege und belegte den 7. Gesamtrang.
Seit 2005 fährt Huff in der Tourenwagen-Weltmeisterschaft, im ersten Jahr belegte er den 21. Platz auf RML-Chevrolet Lacetti. 2006 wurde er mit demselben Wagen 16. und 2007 9. (mit je einem Sieg). 2008 wurde bisher zu seinem erfolgreichsten Jahr mit dem 3. Gesamtrang und 2 Siegen. Im Jahre 2009 wechselte Chevrolet vom Lacetti auf den Cruze. Er belegte mit 3 Siegen den 5. Rang. Im Jahr 2010 wurde er mit 3 Saisonsiegen erneut 3. in der Gesamtwertung. In der Saison 2011 wurde er nach 8 Siegen, mit nur 3 Punkten Rückstand, 2. hinter Yvan Muller. 2012 konnte er sich mit 5 Siegen den Titel in der Tourenwagen-Weltmeisterschaft holen, vor Alain Menu. Für die Saison 2013 wechselte er zu Seat und wurde 4. in der Gesamtwertung. Im November gab er bekannt, dass er 2014 neben seinem Landsmann James Thompson für Lada an den Start geht.